# Министарство унутрашње и спољне трговине Србије
Министарство унутрашње и спољне трговине Републике Србије је министарство у Влади Србије које је надлежно за унутрашњу и спољну трговину. Тренутни министар је Томислав Момировић из Српске напредне странке.

## Сектори
- Сектор за билатералну економску сарадњу
- Сектор за мултилатералну сарадњу и спољнотрговинску политику
- Сектор за трговину, услуге и политика конкуренције
- Сектор за заштиту потрошача
- Сектор за пословни развој, управљање пројектима и европске интеграције